# Cantonul Le Theil
Cantonul Le Theil este un canton din arondismentul Mortagne-au-Perche, departamentul Orne, regiunea Basse-Normandie, Franța.

## Comune
| Comune                     | Populație (1999) | Cod poștal | Cod INSEE |
| -------------------------- | ---------------- | ---------- | --------- |
| Bellou-le-Trichard         | ...              | 61130      | 61041     |
| Ceton                      | ...              | 61260      | 61079     |
| Gémages                    | ...              | 61130      | 61185     |
| L'Hermitière               | ...              | 61260      | 61204     |
| Mâle                       | ...              | 61260      | 61246     |
| La Rouge                   | ...              | 61260      | 61356     |
| Saint-Agnan-sur-Erre       | ...              | 61340      | 61359     |
| Saint-Germain-de-la-Coudre | ...              | 61130      | 61394     |
| Saint-Hilaire-sur-Erre     | ...              | 61340      | 61405     |
| Le Theil                   | ...              | 61260      | 61484     |